# Аршан (Синьцзян)
Уезд Аршан (уйг. ئارىشاڭ ناھىيىسى; Arixang Nah̡iyisi‎) или уезд Вэньцюань (кит. упр. 温泉县, пиньинь Wēnquán xiàn) — уезд в Боро-Тала-Монгольском автономном округе Синьцзян-Уйгурского автономного района КНР. Административный центр — посёлок Богдар. 
Название уезда в переводе с разных языков означает «горячие источники».

## География
На востоке уезд граничит с городским уездом Боро-Тала, на юге — с Или-Казахским автономным округом, с остальных сторон окружён Казахстаном.
По территории уезда протекает река Боро-Тала.

## История
Уезд был образован в 1941 году.

## Административное деление
Уезд Аршан делится на 2 посёлка и 4 волости.

## Достопримечательности
- Горячие источники
- Термальный курорт
- Горнолыжный курорт
- Озеро Сайрам (Сайлимуху)[2]